# Sedia Plia (Piretti)
Plia è una sedia progettata dal designer italiano Giancarlo Piretti nel 1967 ed è in esposizione permanente del Museo MOMA Museum of Modern Art di New York realizzata per Castelli.
Il perno a tre dischi che consente a Plia di aprirsi e chiudersi è stato un colpo di genio che, unito al telaio in acciaio e polipropilene, ha reso questa sedia una vera icona del design italiano

## Descrizione
Il progetto della sedia Plia realizzato da una struttura d’acciaio e uno schienale di plastica trasparente, è molto pulito e con una seduta pragmatica. 
La Plia è molto semplice e proprio per questa sua caratteristica, oltre che per l’impiego di materiali non ricercati, è stata definita espressione del “design democratico”.
Il suo meccanismo permette di piegarla in una forma compatta che, una volta chiusa, ha uno spessore di soli cinque centimetri.
La sedia Plia con la struttura in acciaio e il sedile in plexiglas è uno pezzi storici del design italiano.
Un modello della Plia è esposto nella sezione design del Moma di New York.

## Premi e riconoscimenti
- 1970 - PLIA - SMAU (Milano)
- 1970 - PLIA - BIO 5 (Biennale di Lubiana)
- 1973 - PLIA - GUTE FORM, invenzione (Camera di Commercio della Repubblica Federale Tedesca)